# Манса Касса
Касса (д/н — 1360) — 13-й манса імперії Малі у 1360 році. Відомий також як Манса Камба.

## Життєпис
Походив з династії Кейта. Син манси Сулеймана I та його першої дружини Касі. Його батьки були кузенами. Про Кассу обмаль відомостей.
Посів трон після смерті батька 1360 року. Втім проти нього виступив стриєчний брат Камісса. Відповідно до відомостей Ібн Халдуна війна між ними тривала 9 місяців. Зрештою Касса програв і загинув. Камісса посів трон як Марі Діата II.